# Jan Back van Asten
Jan Back van Asten (fl. 1440 - 1508) was heer van Asten. Ook was hij schepen te 's-Hertogenbosch. Hij trouwde omstreeks 1460 met Adriana Katharina van Wylich. Hij heeft in 1504 nog onderhandeld omtrent een legermacht om de invallen van de Geldersen te bestrijden.

## Gezin
- Gehuwd met: Adriana Katharina van Wylich.
- Kinderen:
  - Adriana Back van Asten
  - Otto Back van Asten